# Philippe De Backer

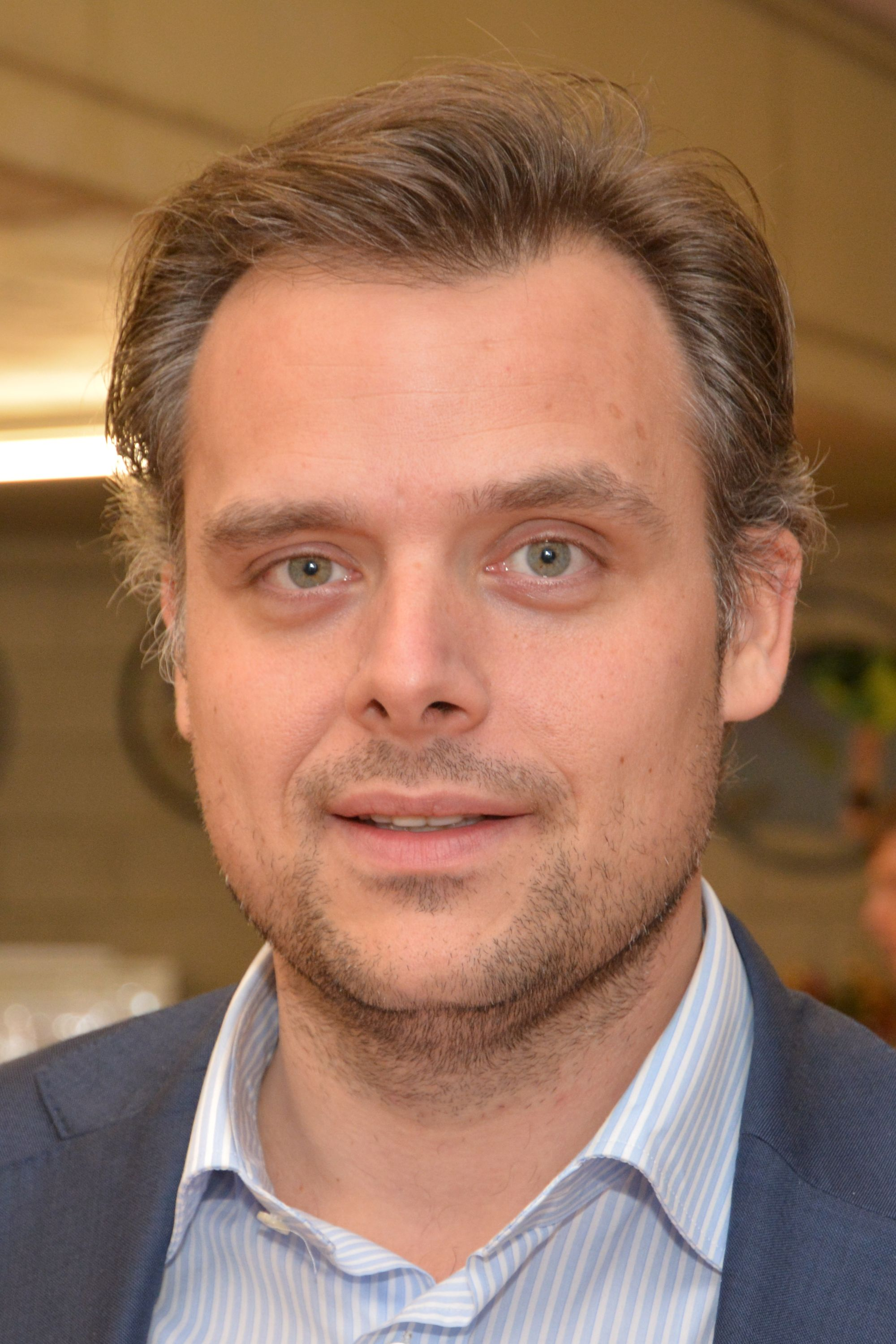
Philippe De Backer (2014)

Philippe De Backer (* 4. Dezember 1978 in Ekeren/Antwerpen) ist ein belgischer Politiker der Open Vlaamse Liberalen en Democraten (Open VLD). Er ist seit 2011 Mitglied des Europäischen Parlaments und seit März 2020 Minister für Digitale Agenda, Telekommunikation und Post in der Regierung Wilmès. Auf lokaler Ebene ist De Backer Gemeinderatsmitglied in Kapellen.

## Leben
Philippe De Backer erwarb 2003 den Titel des Masters in Biotechnologie an der Universität Gent (UGent), ein Jahr später wurde er Master in Medizinischer Molekularer Biotechnologie. Es folgte ein Postgraduiertenstudium, ehe er schließlich Doktor in Biotechnologie wurde. Daraufhin wurde er Beauftragter für Technologietransfer beim CRP-Santé sowie Analyst bei Vesalius Biocapital. Ferner erhielt er den Harvard-Diplomatiepreis der World Model United Nations Conference.
De Backer war von 2007 bis 2010 Vorsitzender der Jong VLD, der Jungen Flämischen Liberalen und Demokraten. Seitdem gehört er dem Gemeinderat von Kapellen an. 
Am 7. September 2011 rückte er für den ausgeschiedenen Dirk Sterckx (Open VLD) ins Europäische Parlament nach. Dort war De Backer Mitglied im Ausschuss für Verkehr und Fremdenverkehr, in der Delegation im Gemischten Parlamentarischen Ausschuss EU-Mexiko und der Delegation in der Parlamentarischen Versammlung Europa-Lateinamerika. Stellvertreter war er im Ausschuss für Wirtschaft und Währung, im Ausschuss für Beschäftigung und soziale Angelegenheiten und in der Delegation für die Beziehungen zur Volksrepublik China.
Als die flämische Vize-Ministerpräsidentin, Annemie Turtelboom (Open VLD), Ende April 2016 ihren Rücktritt bekannt gab und Bart Tommelein (Open VLD) als ihr Nachfolger in die Regionalregierung wechselte, wurde Philippe De Backer am 2. Mai 2016 der Nachfolger Tommeleins in der Föderalregierung unter Premierminister Michel (MR). Dort ist er seitdem amtierender Staatssekretär für die Bekämpfung von Sozialbetrug, Datenschutz und die Nordsee.

## Übersicht der politischen Ämter
- 2006 – ?: Mitglied des Gemeinderats in Kapellen
- 2011 – 2016: Mitglied des Europäischen Parlaments (teilweise verhindert)
- 2016 – 2018: Föderaler Staatssekretär für die Bekämpfung von Sozialbetrug, Datenschutz und die Nordsee in der Regierung Michel I
- 2018 – 2019: Minister für Digitale Agenda, Telekommunikation und Post in der Regierung Michel II
- 2019 – 2020: Minister für Digitale Agenda, Telekommunikation und Post in der Regierung Regierung Wilmès I
- seit 2020: Minister für Digitale Agenda, Telekommunikation und Post in der Regierung Regierung Wilmès II